# Francisco Rosario
Francisco Alberto Rosario Divison (nacido el 28 de septiembre de 1980 en La Altagracia) es un lanzador derecho dominicano de Grandes Ligas de béisbol que se encuentra en la agencia libre. Actualmente está lanzando para los Rieleros de Aguascalientes en la Liga Mexicana.
Rosario fue contratado originalmente como amateur por los Azulejos de Toronto el 11 de enero de 1999. Se perdió todo el 2003 recuperándose de una cirugía Tommy John. A través de las ligas menores Rosario mostró destellos de excelencia, pero ha sido inconsistente. Rosario, un exabridor, se trasladó al bullpen a mediados de 2005.
Su debut en Grandes Ligas fue con los Azulejos en una salida de relevo frente a los Angelinos de Anaheim el 6 de mayo de 2006, lanzando una octava entrada sin hits dando un boleto y ponchando a uno. Su primera victoria en Grandes Ligas fue el 10 de mayo de 2006 ante los Atléticos de Oakland. Lanzó la 5.ª y 6.ª entrada en blanco, permitiendo sólo dos hits, ponchando a tres y sin dar base por bolas. De 31 lanzamientos tirados, 22 fueron strikes.
Rosario hizo su primera, y hasta la fecha única apertura de Grandes Ligas el 5 de agosto de 2006, lanzando tres entradas para los Azulejos ante los Medias Blancas de Chicago. Lanzó 71 lanzamientos en su primera apertura, entre ellos 41 strikes. Ponchó a dos, regaló dos boletos y permitió cinco hits, tres carreras, todos limpias.
Rosario fue adquirido por los Filis de Filadelfia el 5 de abril de 2007, por dinero en efectivo. Apareció en 23 partidos con los Filis ese año. Estuvo lesionado en junio, luego pasó algún tiempo con los Clearwater Threshers en una asignación de rehabilitación. Perdió la mayor parte del 2008, apareciendo en sólo tres partidos con Clearwater Threshers, y todo el 2009 también.
El 23 de noviembre de 2009, Rosario firmó un contrato de ligas menores con los Mets de Nueva York, pero fue liberado posteriormente. El 11 de diciembre de 2009, Rosario firmó un contrato de liga menor con los Reales de Kansas City. Fue liberado el 31 de marzo de 2010. Posteriormente firmó con Guerreros de Oaxaca para la temporada 2010, lanzando siete juegos para ellos.
Rosario lanza una recta entre 92-96 mph y un buen cambio de velocidad.